# 레르달 터널

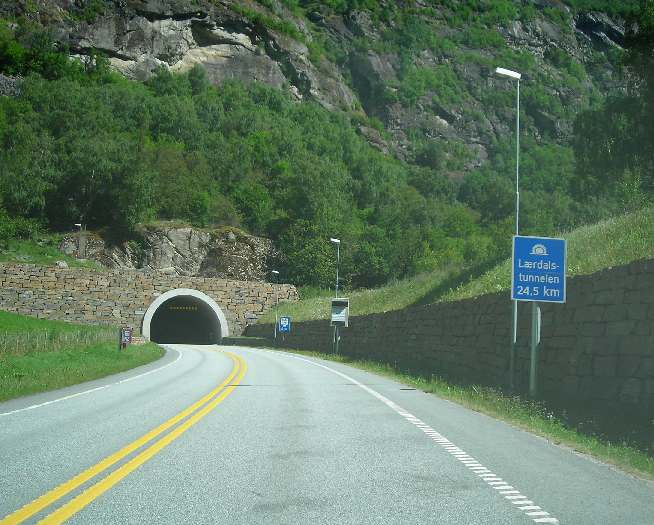
남쪽 터널 입구의 레르달 터널. 표지판에 터널 길이가 표시되어 있다.

레르달 터널(노르웨이어: Lærdalstunneln)은 노르웨이 서부의 레르달과 아우르란을 잇는 터널이며, 오슬로와 베르겐을 잇는 E16 고속도로의 일부이다. 총 연장은 24.510 km이며, 세계에서 가장 긴 도로 터널로 유명하다. 셸 구조를 이용하고 있는 특색을 두고 있지만, 1995년 정식으로 착공, 2000년에 개통되었다.

## 같이 보기
- 야마테 터널
- 배후령터널
- 인제양양터널
- 사패산터널